# Lethe godona
Lethe godona är en fjärilsart som beskrevs av Hans Fruhstorfer 1911. Lethe godona ingår i släktet Lethe och familjen praktfjärilar. Inga underarter finns listade i Catalogue of Life.